# Hodkovce
Hodkovce – wieś (obec) na Słowacji położona w kraju koszyckim, w powiecie Koszyce-okolice. Pierwsze wzmianki o miejscowości pochodzą z roku 1318. 
Według danych z dnia 31 grudnia 2012, wieś zamieszkiwało 295 osób, w tym 140 kobiet i 155 mężczyzn.
W 2001 roku pod względem narodowości i przynależności etnicznej 99,25% mieszkańców stanowili Słowacy, a 0,75% Węgrzy.
Ze względu na wyznawaną religię struktura mieszkańców kształtowała się w 2001 roku następująco:
- Katolicy rzymscy – 95,51%
- Grekokatolicy – 0,37%
- Ewangelicy – 0,37%
- Ateiści – 1,12%
- Nie podano – 2,25%